# Timm Kröger
Timm Kröger, född 29 november 1844, död 29 mars 1918 i Kiel, var en tysk författare.
Kröger var ursprungligen jurist, men övergick under påverkan från Detlev von Liliencron till skönlitteraturen. Bland hans arbeten som med förkärlek behandlar den holsteinska hembygden märks Eine stille Welt (1891), Der Schulmeister von Handewitt (1894), Die Wohung der Glücks (1899), Leute eigener Art (1903), Um den Wegzoll (1905), Heimkehr (1906), Das Buch der guten Leute (1908), Aus alter Truhe (1908). Hans samlade noveller utgavs i 6 band 1914.